# GMP sintaza (hidrolizacija glutamina)
GMP sintaza (hidrolizacija glutamina) (EC 6.3.5.2, GMP sintetaza (glutaminska hidroliza), guanilatna sintetaza (glutaminska hidroliza), guanozin monofosfatna sintetaza (glutaminska hidroliza), ksantozin 5'-fosfatna amidotransferaza, guanozin 5'-monofosfatna sintetaza) je enzim sa sistematskim imenom ksantozin-5'-fosfat:L-glutamin amido-ligaza (formira AMP). Ovaj enzim katalizuje sledeću hemijsku reakciju
ATP + XMP + L-glutamin + H2O {\displaystyle \rightleftharpoons } AMP + difosfat + GMP + L-glutamat

## Literatura
- Nicholas C. Price; Lewis Stevens (1999). Fundamentals of Enzymology: The Cell and Molecular Biology of Catalytic Proteins (Third изд.). USA: Oxford University Press. ISBN 019850229X.
- Eric J. Toone (2006). Advances in Enzymology and Related Areas of Molecular Biology, Protein Evolution (Volume 75 изд.). Wiley-Interscience. ISBN 0471205036.
- Branden C; Tooze J. Introduction to Protein Structure. New York, NY: Garland Publishing. ISBN 0-8153-2305-0.
- Irwin H. Segel. Enzyme Kinetics: Behavior and Analysis of Rapid Equilibrium and Steady-State Enzyme Systems (Book 44 изд.). Wiley Classics Library. ISBN 0471303097.

## Spoljašnje veze
- GMP+synthase+(glutamine-hydrolysing) на 